# Michel Jasmin
Michel Jasmin (Saint-Laurent, 3 agosto 1945) è un conduttore radiofonico e conduttore televisivo canadese. Noto per realizzato oltre 16000 interviste nella sua carriera.

## Biografia
Michel Jasmin nel 1968 inizia la sua carriera artistica alla radio CKJL di Saint-Jérôme lavorando come reporter e giornalista. Successivamente dal 1969 al 1981, è stato conduttore di punta della rete Radiomutuel. Nel 1973 fu vittima di un incidente, che lo lasciò paraplegico.
Alla fine degli anni '70 passa a Télé-Métropole e arriva il suo debutto televisivo, sulla rete canadese TVA. Conduce il talk show Michel Jasmin, dove il 19 giugno 1981, Céline Dion, una giovane cantante di 13 anni, fece la sua prima apparizione in TV, cantando nel suo programma.